# Villeneuve-le-Comte
Villeneuve-le-Comte – miejscowość i gmina we Francji, w regionie Île-de-France, w departamencie Sekwana i Marna.
Według danych na rok 1990 gminę zamieszkiwało 1297 osób, a gęstość zaludnienia wynosiła 68 osób/km² (wśród 1287 gmin regionu Île-de-France Villeneuve-le-Comte plasuje się na 578. miejscu pod względem liczby ludności, natomiast pod względem powierzchni na miejscu 90.).